# Shahid Ali Khan
Shahid Ali Khan (geboren am 16. Dezember 1964 in Karatschi) ist ein ehemaliger pakistanischer Hockeyspieler. Der Torhüter der pakistanischen Nationalmannschaft war Olympiasieger 1984 und Olympiadritter 1992.

## Sportliche Karriere
Shahid Ali Khan spielte in Pakistan in der Mannschaft der Pakistan International Airlines.
Seinen ersten großen internationalen Titel gewann Khan bei den Asienspielen 1982 in Neu-Delhi, als Pakistan im Finale die indische Mannschaft bezwang. Zwei Jahre später bei den Olympischen Spielen 1984 in Los Angeles belegte Pakistan in der Vorrunde den zweiten Platz hinter der britischen Mannschaft. Mit einem 1:0-Halbfinalsieg über die Australier erreichten die Pakistaner das Finale gegen die deutsche Mannschaft. Pakistan gewann das Finale mit 2:1 nach Verlängerung.
Bei den Asienspielen 1986 und den Olympischen Spielen 1988 gehörte Shahid Ali Khan nicht zur pakistanischen Mannschaft. 1990 bei den Asienspielen in Peking stand er wieder im Tor und Pakistan gewann den Tiltel gegen die indische Mannschaft. In Barcelona bei den Olympischen Spielen 1992 gewann Pakistan seine Vorrundengruppe mit fünf Siegen in fünf Spielen. Im Halbfinale unterlagen die Pakistaner der deutschen Mannschaft mit 1:2 nach Verlängerung. Im Spiel um eine Bronzemedaille bezwangen sie die Niederländer mit 4:3.